# Marlo Morgan
Marlo Morgan (septiembre de 1937) es una escritora y médico estadounidense. Como escritora, es conocida por su polémico libro Mutant Message Down Under (1991), publicada en castellano con el título de "Voces del desierto".

## Carrera profesional
Marlo Morgan nació en Iowa. Estudió en la St. Agnes High School, en el Barstow Community College de la Universidad de Misuri, y en el Cleveland Chiropractic College, donde se doctoró en bioquímica y en medicina oriental. Se trasladó a Kansas City, Misuri, donde contrajo matrimonio y tuvo dos hijos. Tras 25 años de matrimonio se divorció, abandonó la carrera médica e inició su carrera como escritora.

## La polémica novela "Voces del desierto"
Su primera novela, Mutant Message Down Under, publicada como una historia verdadera, cuenta las supuestas experiencias durante un walkabout junto a un grupo de aborígenes australianos. La novela obtuvo un enorme éxito en numerosos países salvo en Australia. Tras unas ventas iniciales de 250.000 ejemplares, vendió los derechos a Harper Collins Publishers en 1994 por 1'7 millones de dólares.
La novela narra el supuesto viaje iniciático de la autora a través de Australia en compañía de un grupo de aborígenes australianos (conocido como "walkabout"), que pretenden enviar, a través de ella, un mensaje a los occidentales con el objetivo de que no destruyan el planeta y modifiquen su artificial modo de vida, alejado de la espiritualidad y la naturaleza. Durante su iniciación, Marlo Morgan afirma ser testigo de curaciones rituales mediante el canto y la música.

## Polémica
Un informe publicado en Perth (Australia) por la asociación aborigen Dumbartung Aboriginal Corporation recoge un estudio hecho con los grupos aborígenes de Australia Occidental y Central, que revela que no existía indicio alguno de la presencia de la Sra. Morgan por la zona o de la existencia de la tribu mencionada en el libro. Los grupos aborígenes creen que el viaje por el desierto de la Sra. Morgan es pura ficción, y que el libro y sus enseñanza carecen de la más mínima credibilidad. La Dumbartung Aboriginal Corporation declaró que era profundamente ofensivo para los pueblos aborígenes que una persona blanca tergiversara la cultura aborigen para su promoción y lucro. Los aborígenes expresaron su enojo por el falso mensaje de la Sra. Morgan y preocupación por las nefastas consecuencias, a largo plazo, para su cultura del hecho de que esté siendo aceptado por el mercado americano y europeo más ingenuo como una realidad.
En 1996 un grupo de ancianos aborígenes, seriamente preocupados por las implicaciones del libro, recibió una beca para viajar a los Estados Unidos y poder así enfrentarse con Marlo Morgan por su tramposo libro y tratar de evitar una Hollywoodización de todo ello. La Sra. Morgan, finalmente admitió públicamente que se trataba de una ficción, lo cual recibió escasa publicidad en Estados Unidos. Los pueblos aborígenes siguen enojados por el hecho de que el libro siga siendo promocionado y vendido, dado que da una falsa imagen de su cultura y su actual estatus político y social. Se considera que esto es dañino para su supervivencia.